# Tornei di tennis maschili indipendenti nel 1968
Nel 1968 nacque la cosiddetta "Era Open" del tennis, ossia l'apertura ai tennisti professionisti dei tornei che prima di quell'anno erano riservati ai tennisti dilettanti. Alcuni tornei di tennis maschili facevano parte del World Championship Tennis 1968, ma la maggior parte non era inserito in nessun particolare circuito.

## Calendario

### Legenda
| Tornei amatoriali       |
| Tornei professionistici |
| Tornei open             |

### Gennaio
| Settimana  | Torneo                                                                                             | Vincitore                                | Finalista                | Semifinalisti               | Eliminati ai quarti                       |
| ---------- | -------------------------------------------------------------------------------------------------- | ---------------------------------------- | ------------------------ | --------------------------- | ----------------------------------------- |
| 1º gennaio | Western Province Championships 1968 Città del Capo, Sudafrica Singolare - Doppio                   | Jan Leschly 3-6 6-3 8-6                  | Robert Maud              |                             |                                           |
| 1º gennaio | Western Province Championships 1968 Città del Capo, Sudafrica Singolare - Doppio                   |                                          |                          |                             |                                           |
| 1º gennaio | Western Australian Championships 1968 Perth, Australia Singolare - Doppio                          | Bill Bowrey 6-8 11-9 6-2 1719 6-4        | Ray Ruffels              |                             |                                           |
| 1º gennaio | Western Australian Championships 1968 Perth, Australia Singolare - Doppio                          |                                          |                          |                             |                                           |
| 1º gennaio | Sydney Manly Seaside Championships 1968 Sydney, Australia Singolare - Doppio                       | Dick Crealy                              | Mike L. Belkin           |                             |                                           |
| 1º gennaio | Sydney Manly Seaside Championships 1968 Sydney, Australia Singolare - Doppio                       |                                          |                          |                             |                                           |
| 8 gennaio  | Asian Championships 1968 Madras, India Singolare - Doppio                                          | Aleksandre Met'reveli 8-6 6-3 6-4        | Ion Țiriac               |                             |                                           |
| 8 gennaio  | Asian Championships 1968 Madras, India Singolare - Doppio                                          |                                          |                          |                             |                                           |
| 8 gennaio  | OFS Championships 1968 Bloemfontein, Sudafrica Singolare - Doppio                                  | Marty Riessen 7-5 6-3                    | Tom Okker                |                             |                                           |
| 8 gennaio  | OFS Championships 1968 Bloemfontein, Sudafrica Singolare - Doppio                                  |                                          |                          |                             |                                           |
| 8 gennaio  | Caribe Hilton Championships 1968 San Juan, Porto Rico Singolare - Doppio                           | Arthur Ashe 6-4 6-4                      | Ron Holmberg             |                             |                                           |
| 8 gennaio  | Caribe Hilton Championships 1968 San Juan, Porto Rico Singolare - Doppio                           |                                          |                          |                             |                                           |
| 8 gennaio  | Tasmanian Championships 1968 Hobart, Australia Singolare - Doppio                                  | Ray Ruffels 3-6 6-8 7-5 7-5 6-2          | Graham Stilwell          |                             |                                           |
| 8 gennaio  | Tasmanian Championships 1968 Hobart, Australia Singolare - Doppio                                  |                                          |                          |                             |                                           |
| 8 gennaio  | New Zealand Championships 1968 Wellington, Nuova Zelanda Singolare - Doppio                        | Colin W. Stubs 6-2 6-3 6-1               | Brian Fairlie            |                             |                                           |
| 8 gennaio  | New Zealand Championships 1968 Wellington, Nuova Zelanda Singolare - Doppio                        |                                          |                          |                             |                                           |
| 15 gennaio | Natal Championships 1968 Durban, Sudafrica Singolare - Doppio                                      | Robert Maud 3-6 6-3 6-4 6-4              | Wilhelm Bungert          |                             |                                           |
| 15 gennaio | Natal Championships 1968 Durban, Sudafrica Singolare - Doppio                                      |                                          |                          |                             |                                           |
| 22 gennaio | Eastern Province Championships 1967 Port Elizabeth, Sudafrica Singolare - Doppio                   | Marty Riessen 6-4 6-4 8-6                | Thomaz Koch              |                             |                                           |
| 22 gennaio | Eastern Province Championships 1967 Port Elizabeth, Sudafrica Singolare - Doppio                   |                                          |                          |                             |                                           |
| 22 gennaio | German Covered Court Championships 1968 Colonia, Germania Singolare - Doppio                       | Ismail El Shafei 6-2 6-2 9-7             | Daniel Contet            |                             |                                           |
| 22 gennaio | German Covered Court Championships 1968 Colonia, Germania Singolare - Doppio                       |                                          |                          |                             |                                           |
| 22 gennaio | Australian Championships 1968 Sydney, Australia Grande Slam Erba Singolare - Doppio - Doppio misto | Bill Bowrey 7-5 2-6 9-7 6-4              | Juan Gisbert             |                             |                                           |
| 22 gennaio | Australian Championships 1968 Sydney, Australia Grande Slam Erba Singolare - Doppio - Doppio misto | Dick Crealy Allan Stone 10-8, 6-4, 6-3   | Terry Addison Ray Keldie |                             |                                           |
| 29 gennaio | Richmond Indoor 1968 Richmond, USA Singolare - Doppio                                              | Arthur Ashe 6-2 6-1                      | Chuck McKinley           |                             |                                           |
| 29 gennaio | Richmond Indoor 1968 Richmond, USA Singolare - Doppio                                              |                                          |                          |                             |                                           |
| 29 gennaio | Scandinavian Covered Court Championships 1968 Copenaghen, Danimarca Singolare - Doppio             | Jan Leschly 4-6 12-10 6-3 6-4            | Aleksandre Met'reveli    |                             |                                           |
| 29 gennaio | Scandinavian Covered Court Championships 1968 Copenaghen, Danimarca Singolare - Doppio             |                                          |                          |                             |                                           |
| 29 gennaio | New Zealand Championships 1968 Auckland, Nuova Zelanda Singolare - Doppio                          | Barry Phillips-Moore 6-3 6-8 1-6 6-3 6-2 | Onny Parun               | Graham Stilwell Mike Belkin | Richard Crealy Ian Beverly Richard Hawkes |
| 29 gennaio | New Zealand Championships 1968 Auckland, Nuova Zelanda Singolare - Doppio                          |                                          |                          | Graham Stilwell Mike Belkin | Richard Crealy Ian Beverly Richard Hawkes |

### Febbraio
| Settimana   | Torneo                                                                                    | Vincitore                             | Finalista      | Semifinalisti                  | Eliminati ai quarti                                         |
| ----------- | ----------------------------------------------------------------------------------------- | ------------------------------------- | -------------- | ------------------------------ | ----------------------------------------------------------- |
| 5 febbraio  | U.S. Professional Indoor 1968 Filadelfia, USA Singolare - Doppio                          | Manuel Santana 8-6, 6-3               | Jan Leschly    | Charlie Pasarell Arthur Ashe   | Thomaz Koch Cliff Richey Tom Okker Torben Urlich            |
| 5 febbraio  | U.S. Professional Indoor 1968 Filadelfia, USA Singolare - Doppio                          |                                       |                | Charlie Pasarell Arthur Ashe   | Thomaz Koch Cliff Richey Tom Okker Torben Urlich            |
| 5 febbraio  | Pittsburgh Indoor 1968 Pittsburgh, USA Singolare - Doppio                                 | Mark Cox 6-4 2-6 7-5                  | Robert Lutz    |                                |                                                             |
| 5 febbraio  | Pittsburgh Indoor 1968 Pittsburgh, USA Singolare - Doppio                                 |                                       |                |                                |                                                             |
| 5 febbraio  | Buffalo Indoor 1968 Buffalo, USA Singolare - Doppio                                       | Clark Graebner 8-6 7-5                | Marty Riessen  |                                |                                                             |
| 5 febbraio  | Buffalo Indoor 1968 Buffalo, USA Singolare - Doppio                                       |                                       |                |                                |                                                             |
| 5 febbraio  | Moscow International Indoor Championships 1968 Mosca, Unione Sovietica Singolare - Doppio | Aleksandre Met'reveli 6-4 4-6 9-7 6-4 | Toomas Leius   |                                |                                                             |
| 5 febbraio  | Moscow International Indoor Championships 1968 Mosca, Unione Sovietica Singolare - Doppio |                                       |                |                                |                                                             |
| 12 febbraio | US Indoors 1968 Salisbury, USA Singolare - Doppio                                         | Cliff Richey 6-4 6-4 6-4              | Clark Graebner |                                |                                                             |
| 12 febbraio | US Indoors 1968 Salisbury, USA Singolare - Doppio                                         |                                       |                |                                |                                                             |
| 12 febbraio | New South Wales Hard Court Championships 1968 Wollongong, Australia Singolare - Doppio    | Rod Brent 6-3 3-6 6-4                 | Dick Crealy    |                                |                                                             |
| 12 febbraio | New South Wales Hard Court Championships 1968 Wollongong, Australia Singolare - Doppio    |                                       |                |                                |                                                             |
| 12 febbraio | French Covered Court Championships 1968 Parigi, Francia Singolare - Doppio                | Milan Holeček 6-4, 10-8, 3-6, 6-3     | Bob Carmichael | Patrice Beust Ismail El Shafei | Jean Courcol Daniel Content Michel Leclercq Gerald Battrick |
| 12 febbraio | French Covered Court Championships 1968 Parigi, Francia Singolare - Doppio                |                                       |                | Patrice Beust Ismail El Shafei | Jean Courcol Daniel Content Michel Leclercq Gerald Battrick |
| 19 febbraio | Macon Indoor 1968 Macon, USA Singolare - Doppio                                           | Jan Leschly 6-3 6-4 5-7 6-4           | Mike Sangster  |                                |                                                             |
| 19 febbraio | Macon Indoor 1968 Macon, USA Singolare - Doppio                                           |                                       |                |                                |                                                             |
| 26 febbraio | Concord Indoor 1968 Kiamesha Lake, USA Singolare - Doppio                                 | Arthur Ashe 6-3 15-13                 | Jan Leschly    |                                |                                                             |
| 26 febbraio | Concord Indoor 1968 Kiamesha Lake, USA Singolare - Doppio                                 |                                       |                |                                |                                                             |
| 26 febbraio | Jamaican International Championships 1968 Kingston, Giamaica Singolare - Doppio           | Tom Okker 6-2 6-4                     | Manuel Orantes |                                |                                                             |
| 26 febbraio | Jamaican International Championships 1968 Kingston, Giamaica Singolare - Doppio           |                                       |                |                                |                                                             |

### Marzo
| Settimana | Torneo                                                                                 | Vincitore                          | Finalista         | Semifinalisti | Eliminati ai quarti |
| --------- | -------------------------------------------------------------------------------------- | ---------------------------------- | ----------------- | ------------- | ------------------- |
| 4 marzo   | Egyptian International Cairo Championships 1968 Il Cairo, Egitto Singolare - Doppio    | Milan Holeček 4-6 6-1 6-3 6-2      | Ismail El Shafei  |               |                     |
| 4 marzo   | Egyptian International Cairo Championships 1968 Il Cairo, Egitto Singolare - Doppio    |                                    |                   |               |                     |
| 4 marzo   | Colombia International 1968 Barranquilla, Colombia Singolare - Doppio                  | Tom Okker 8-6 6-3 6-3              | Marty Riessen     |               |                     |
| 4 marzo   | Colombia International 1968 Barranquilla, Colombia Singolare - Doppio                  |                                    |                   |               |                     |
| 11 marzo  | Caracas Altamira International 1968 Caracas, Venezuela Singolare - Doppio              | Marty Riessen 6-1 8-6 6-1          | Cliff Richey      |               |                     |
| 11 marzo  | Caracas Altamira International 1968 Caracas, Venezuela Singolare - Doppio              |                                    |                   |               |                     |
| 11 marzo  | Thunderbird Classic 1968 Phoenix, USA Singolare - Doppio                               | Stan Smith 4-6 6-2 6-1             | Robert Lutz       |               |                     |
| 11 marzo  | Thunderbird Classic 1968 Phoenix, USA Singolare - Doppio                               |                                    |                   |               |                     |
| 18 marzo  | Mexican International Championships 1968 Città del Messico, Messico Singolare - Doppio | Rafael Osuna 6-4 6-4 6-4           | Joaquín Loyo-Mayo |               |                     |
| 18 marzo  | Mexican International Championships 1968 Città del Messico, Messico Singolare - Doppio |                                    |                   |               |                     |
| 18 marzo  | Curacao International 1968 Curaçao, Antille Olandesi Singolare - Doppio                | Marty Riessen 7-5 3-6 9-11 6-2 6-2 | Tom Okker         |               |                     |
| 18 marzo  | Curacao International 1968 Curaçao, Antille Olandesi Singolare - Doppio                |                                    |                   |               |                     |
| 25 marzo  | New York Indoor 1968 New York, USA Singolare - Doppio                                  | Arthur Ashe 6-4 6-4 7-5            | Roy Emerson       |               |                     |
| 25 marzo  | New York Indoor 1968 New York, USA Singolare - Doppio                                  |                                    |                   |               |                     |

### Aprile
| Settimana | Torneo                                                                                          | Vincitore                             | Finalista                     | Semifinalisti | Eliminati ai quarti |
| --------- | ----------------------------------------------------------------------------------------------- | ------------------------------------- | ----------------------------- | ------------- | ------------------- |
| ? Aprile  | Atlanta Invitational 1968 Atlanta, USA Singolare - Doppio                                       | Bill Bowrey 6-0 7-5                   | Ron Holmberg                  |               |                     |
| ? Aprile  | Atlanta Invitational 1968 Atlanta, USA Singolare - Doppio                                       |                                       |                               |               |                     |
| ? Aprile  | International Easter Tournament 1968 Tel Aviv, Israele Singolare - Doppio                       | Ken Fletcher 6-4 8-6 6-4              | Eleazar Davidman              |               |                     |
| ? Aprile  | International Easter Tournament 1968 Tel Aviv, Israele Singolare - Doppio                       |                                       |                               |               |                     |
| ? Aprile  | Buccaneer Days Championships 1968 Corpus Christi, USA Singolare - Doppio                        | Peter van Lingen 4-6 7-5 6-1          | Ray Ruffels                   |               |                     |
| ? Aprile  | Buccaneer Days Championships 1968 Corpus Christi, USA Singolare - Doppio                        |                                       |                               |               |                     |
| ? Aprile  | Ojai Valley Championships 1968 Ojai, USA Singolare - Doppio                                     | Joaquín Loyo-Mayo 6-4 6-4             | James Hobson                  |               |                     |
| ? Aprile  | Ojai Valley Championships 1968 Ojai, USA Singolare - Doppio                                     |                                       |                               |               |                     |
| ? Aprile  | Dallas Invitation 1968 Dallas, USA Singolare - Doppio                                           | Raymond Moore 4-6 12-10 6-3           | Allan Stone                   |               |                     |
| ? Aprile  | Dallas Invitation 1968 Dallas, USA Singolare - Doppio                                           |                                       |                               |               |                     |
| 1º aprile | Torneo di Kampala 1968 Kampala, Uganda Singolare - Doppio                                       | Brian Fairlie 6-4 6-3                 | Allan Stone                   |               |                     |
| 1º aprile | Torneo di Kampala 1968 Kampala, Uganda Singolare - Doppio                                       |                                       |                               |               |                     |
| 7 aprile  | Caribe Hilton International Championships 1968 San Juan, Porto Rico Singolare - Doppio          | Mark Cox 6-2 6-1 4-6 2-6 6-2          | Allen Fox                     |               |                     |
| 7 aprile  | Caribe Hilton International Championships 1968 San Juan, Porto Rico Singolare - Doppio          |                                       |                               |               |                     |
| 13 aprile | Cumberland Hard Court Championships 1968 Hampstead, Gran Bretagna Singolare - Doppio            | Bobby Wilson 6-3 6-0                  | Peter Curtis                  |               |                     |
| 13 aprile | Cumberland Hard Court Championships 1968 Hampstead, Gran Bretagna Singolare - Doppio            |                                       |                               |               |                     |
| 14 aprile | St Petersburg Masters Invitational 1968 St Petersburg, USA Singolare - Doppio                   | Michael Belkin 6-0 7-5 6-4            | Jaime Fillol                  |               |                     |
| 14 aprile | St Petersburg Masters Invitational 1968 St Petersburg, USA Singolare - Doppio                   |                                       |                               |               |                     |
| 14 aprile | Catania Championships 1968 Catania, Italia Singolare - Doppio                                   | Martin Mulligan 8-6 6-4 6-3           | Ion Țiriac                    |               |                     |
| 14 aprile | Catania Championships 1968 Catania, Italia Singolare - Doppio                                   |                                       |                               |               |                     |
| 14 aprile | Burger King Pro Challenge Cup 1968 Hollywood, USA 10 000 $ Singolare - Doppio                   | Roy Emerson 6-1 6-1                   | Ken Rosewall                  |               |                     |
| 14 aprile | Burger King Pro Challenge Cup 1968 Hollywood, USA 10 000 $ Singolare - Doppio                   | Roy Emerson Rod Laver                 | Pancho Gonzales Ken Rosewall  |               |                     |
| 15 aprile | Monte Carlo Cup 1968 Monte Carlo, Monaco Singolare - Doppio                                     | Nicola Pietrangeli 6-2 6-2            | Aleksandre Met'reveli         |               |                     |
| 15 aprile | Monte Carlo Cup 1968 Monte Carlo, Monaco Singolare - Doppio                                     | Sergej Lichačëv Aleksandre Met'reveli | Patrice Beust Daniel Contet   |               |                     |
| 15 aprile | Dixie Invitation 1968 Tampa, USA Singolare - Doppio                                             | Manuel Santana 6-4 7-5 6-4            | István Gulyás                 |               |                     |
| 15 aprile | Dixie Invitation 1968 Tampa, USA Singolare - Doppio                                             |                                       |                               |               |                     |
| 16 aprile | North of England Hard Court Championships 1968 Southport, Gran Bretagna Singolare - Doppio      | Colin Stubs 6-3 6-3                   | David Gunson                  |               |                     |
| 16 aprile | North of England Hard Court Championships 1968 Southport, Gran Bretagna Singolare - Doppio      |                                       |                               |               |                     |
| 21 aprile | Puerta de Hierro International 1968 Madrid, Spagna Singolare - Doppio                           | Manuel Santana 6-3 4-6 4-6 6-3 6-4    | Herb Fitzgibbon               |               |                     |
| 21 aprile | Puerta de Hierro International 1968 Madrid, Spagna Singolare - Doppio                           |                                       |                               |               |                     |
| 21 aprile | Campionati Internazionali di Sicilia 1968 Palermo, Italia Singolare - Doppio                    | Ion Țiriac 8-6 6-0 1-6 6-4            | Marty Riessen                 |               |                     |
| 21 aprile | Campionati Internazionali di Sicilia 1968 Palermo, Italia Singolare - Doppio                    |                                       |                               |               |                     |
| 21 aprile | Charlotte Invitation 1968 Charlotte, USA Singolare - Doppio                                     | Arthur Ashe 6-2 6-4                   | Ron Holmberg                  |               |                     |
| 21 aprile | Charlotte Invitation 1968 Charlotte, USA Singolare - Doppio                                     |                                       |                               |               |                     |
| 21 aprile | Aix Golden Racquet Tournament 1968 Aix-en-Provence, Francia Singolare - Doppio                  | Pierre Darmon 7-5 6-1 8-6             | Daniel Contet                 |               |                     |
| 21 aprile | Aix Golden Racquet Tournament 1968 Aix-en-Provence, Francia Singolare - Doppio                  |                                       |                               |               |                     |
| 21 aprile | South African Championships 1968 Johannesburg, Sudafrica Singolare - Doppio                     | Tom Okker 12-10 6-1 6-4               | Marty Riessen                 |               |                     |
| 21 aprile | South African Championships 1968 Johannesburg, Sudafrica Singolare - Doppio                     |                                       |                               |               |                     |
| 21 aprile | River Oaks International Tennis Tournament 1968 Houston, USA Singolare - Doppio                 | Cliff Richey 6-4 6-1 6-0              | Boro Jovanović                |               |                     |
| 21 aprile | River Oaks International Tennis Tournament 1968 Houston, USA Singolare - Doppio                 |                                       |                               |               |                     |
| 27 aprile | British Hard Court Championships 1968 Bournemouth, Gran Bretagna Terra rossa Singolare - Doppio | Ken Rosewall 3-6 6-2 6-0 6-3          | Rod Laver                     |               |                     |
| 27 aprile | British Hard Court Championships 1968 Bournemouth, Gran Bretagna Terra rossa Singolare - Doppio | Rod Laver Roy Emerson                 | Andrés Gimeno Pancho Gonzales |               |                     |
| 28 aprile | Campionato Partenopeo 1968 Napoli, Italia Singolare - Doppio                                    | Martin Mulligan 6-1 6-2 6-2           | Nicola Pietrangeli            |               |                     |
| 28 aprile | Campionato Partenopeo 1968 Napoli, Italia Singolare - Doppio                                    |                                       |                               |               |                     |
| 28 aprile | Paris Open 1968 Parigi, Francia Singolare - Doppio                                              | Milan Holeček 6–4, 10–8, 3–6, 6–3     | Bob Carmichael                |               |                     |
| 28 aprile | Paris Open 1968 Parigi, Francia Singolare - Doppio                                              |                                       |                               |               |                     |

### Maggio
| Settimana | Torneo                                                                              | Vincitore                                      | Finalista                           | Semifinalisti | Eliminati ai quarti |
| --------- | ----------------------------------------------------------------------------------- | ---------------------------------------------- | ----------------------------------- | ------------- | ------------------- |
| ? Maggio  | California State Championships 1968 Portola Valley, USA Singolare - Doppio          | Jim McManus 6-2 6-3 6-1                        | Jeff Borowiak                       |               |                     |
| ? Maggio  | California State Championships 1968 Portola Valley, USA Singolare - Doppio          |                                                |                                     |               |                     |
| 4 maggio  | London Hard Court Championships 1968 Hurlingham, Gran Bretagna Singolare - Doppio   | Ken Fletcher 6-1 9-7                           | Keith Wooldridge                    |               |                     |
| 4 maggio  | London Hard Court Championships 1968 Hurlingham, Gran Bretagna Singolare - Doppio   |                                                |                                     |               |                     |
| 4 maggio  | Torneo di Reggio di Calabria 1968 Reggio Calabria, Italia Singolare - Doppio        | Marty Riessen 3-6 3-6 6-3 6-4 6-2              | Ilie Năstase                        |               |                     |
| 4 maggio  | Torneo di Reggio di Calabria 1968 Reggio Calabria, Italia Singolare - Doppio        |                                                |                                     |               |                     |
| 11 maggio | Droitwich Hard Court Championships 1968 Droitwich, Gran Bretagna Singolare - Doppio | Robert Howe 6-1 6-1                            | Hiskins                             |               |                     |
| 11 maggio | Droitwich Hard Court Championships 1968 Droitwich, Gran Bretagna Singolare - Doppio |                                                |                                     |               |                     |
| 11 maggio | Surrey Hard Court Championships 1968 Guildford, Gran Bretagna Singolare - Doppio    | Haroon Rahim Keith Wooldridge titolo condiviso |                                     |               |                     |
| 11 maggio | Surrey Hard Court Championships 1968 Guildford, Gran Bretagna Singolare - Doppio    |                                                |                                     |               |                     |
| 12 maggio | Southern California Championships 1968 Los Angeles, USA Singolare - Doppio          | Stan Smith 6-3 6-4                             | Leach                               |               |                     |
| 12 maggio | Southern California Championships 1968 Los Angeles, USA Singolare - Doppio          |                                                |                                     |               |                     |
| 19 maggio | Internazionali d'Italia 1968 Roma, Italia Singolare - Doppio                        | Tom Okker 10-8 6-8 6-1 1-6 6-0                 | Bob Hewitt                          |               |                     |
| 19 maggio | Internazionali d'Italia 1968 Roma, Italia Singolare - Doppio                        | Tom Okker Marty Riessen                        | Allan Stone Nicholas Kalogeropoulos |               |                     |

### Giugno
| Settimana | Torneo                                                                                           | Vincitore                                 | Finalista                 | Semifinalisti | Eliminati ai quarti |
| --------- | ------------------------------------------------------------------------------------------------ | ----------------------------------------- | ------------------------- | ------------- | ------------------- |
| ? Giugno  | Victorian Hard Court Championships 1968 Melbourne, Australia Singolare - Doppio                  | Neale Fraser                              | non conosciuta (bandiera) |               |                     |
| ? Giugno  | Victorian Hard Court Championships 1968 Melbourne, Australia Singolare - Doppio                  |                                           |                           |               |                     |
| ? Giugno  | Blue and Gray Invitation 1968 Montgomery, USA Singolare - Doppio                                 | Joaquín Loyo-Mayo 6-1 6-1                 | Vicente Zarazua           |               |                     |
| ? Giugno  | Blue and Gray Invitation 1968 Montgomery, USA Singolare - Doppio                                 |                                           |                           |               |                     |
| ? Giugno  | Helsinki International 1968 Helsinki, Finlandia Singolare - Doppio                               | Manuel Santana 6-1 6-1 6-4                | Toomas Leius              |               |                     |
| ? Giugno  | Helsinki International 1968 Helsinki, Finlandia Singolare - Doppio                               |                                           |                           |               |                     |
| 1º giugno | Surrey Grass Court Championships 1968 Surbiton, Gran Bretagna Singolare - Doppio                 | Keith Wooldridge 3-6 6-3 7-5              | Ken Fletcher              |               |                     |
| 1º giugno | Surrey Grass Court Championships 1968 Surbiton, Gran Bretagna Singolare - Doppio                 |                                           |                           |               |                     |
| 2 giugno  | Central California Championships 1968 Sacramento, USA Singolare - Doppio                         | Clark Graebner 10-8 6-4 6-2               | Stan Smith                |               |                     |
| 2 giugno  | Central California Championships 1968 Sacramento, USA Singolare - Doppio                         |                                           |                           |               |                     |
| 2 giugno  | Tulsa Invitation 1968 Tulsa, USA Singolare - Doppio                                              | Peter van Lingen 7-5 6-2                  | Joaquín Loyo-Mayo         |               |                     |
| 2 giugno  | Tulsa Invitation 1968 Tulsa, USA Singolare - Doppio                                              |                                           |                           |               |                     |
| 3 giugno  | West Berlin Championships 1968 Berlino Ovest, Germania Singolare - Doppio                        | Manuel Santana 6-8 6-4 6-1 6-2            | Tom Okker                 |               |                     |
| 3 giugno  | West Berlin Championships 1968 Berlino Ovest, Germania Singolare - Doppio                        |                                           |                           |               |                     |
| 8 giugno  | Northern Championships 1968 Manchester, Gran Bretagna Singolare - Doppio                         | Ken Fletcher 6-3 6-2                      | Luis Ayala                |               |                     |
| 8 giugno  | Northern Championships 1968 Manchester, Gran Bretagna Singolare - Doppio                         |                                           |                           |               |                     |
| 9 giugno  | Open di Francia 1968 Parigi, Francia Singolare - Doppio                                          | Ken Rosewall 6–3, 6–1, 2–6, 6–2           | Rod Laver                 |               |                     |
| 9 giugno  | Open di Francia 1968 Parigi, Francia Singolare - Doppio                                          | Ken Rosewall Fred Stolle 6–3, 6–4, 6–3    | Roy Emerson Rod Laver     |               |                     |
| 15 giugno | West of England Championships 1968 Bristol, Gran Bretagna Singolare - Doppio                     | Arthur Ashe 6-4 6-3                       | Clark Graebner            |               |                     |
| 15 giugno | West of England Championships 1968 Bristol, Gran Bretagna Singolare - Doppio                     |                                           |                           |               |                     |
| 15 giugno | Kent Championships 1968 Beckenham, Gran Bretagna Singolare - Doppio                              | Fred Stolle 6-3 6-1                       | Roy Emerson               |               |                     |
| 15 giugno | Kent Championships 1968 Beckenham, Gran Bretagna Singolare - Doppio                              |                                           |                           |               |                     |
| 15 giugno | Nottingham John Player 1968 Nottingham, Gran Bretagna Singolare - Doppio                         | Keith Wooldridge 6-8 8-6 9-7              | Stanley John Matthews     |               |                     |
| 15 giugno | Nottingham John Player 1968 Nottingham, Gran Bretagna Singolare - Doppio                         |                                           |                           |               |                     |
| 16 giugno | U.S. Pro Tennis Championships 1968 Boston, Massachusetts, USA 32 000 $ - Erba Singolare - Doppio | Rod Laver 6-4 6-4 9-7                     | John Newcombe             |               |                     |
| 16 giugno | U.S. Pro Tennis Championships 1968 Boston, Massachusetts, USA 32 000 $ - Erba Singolare - Doppio |                                           |                           |               |                     |
| 16 giugno | Torneo di Lugano 1968 Lugano, Svizzera Singolare - Doppio                                        | Ion Țiriac 6-8 7-5 6-0                    | Tom Okker                 |               |                     |
| 16 giugno | Torneo di Lugano 1968 Lugano, Svizzera Singolare - Doppio                                        |                                           |                           |               |                     |
| 22 giugno | Queen's Club Championships 1968 Londra, Gran Bretagna Erba Singolare - Doppio                    | Clark Graebner Tom Okker titolo condiviso |                           |               |                     |
| 22 giugno | Queen's Club Championships 1968 Londra, Gran Bretagna Erba Singolare - Doppio                    |                                           |                           |               |                     |

### Luglio
| Settimana | Torneo                                                                                        | Vincitore                                     | Finalista                          | Semifinalisti               | Eliminati ai quarti                                |
| --------- | --------------------------------------------------------------------------------------------- | --------------------------------------------- | ---------------------------------- | --------------------------- | -------------------------------------------------- |
| ? Luglio  | Czechoslovakian International Championships 1968 Praga, Cecoslovacchia Singolare - Doppio     | Milan Holeček 6-3 6-1 5-7 7-5                 | František Pála                     |                             |                                                    |
| ? Luglio  | Czechoslovakian International Championships 1968 Praga, Cecoslovacchia Singolare - Doppio     |                                               |                                    |                             |                                                    |
| 6 luglio  | Torneo di Wimbledon 1968 Wimbledon, Gran Bretagna Grande Slam Erba Singolare - Doppio - Misto | Rod Laver 6–3, 6–4, 6–2                       | Tony Roche                         |                             |                                                    |
| 6 luglio  | Torneo di Wimbledon 1968 Wimbledon, Gran Bretagna Grande Slam Erba Singolare - Doppio - Misto | John Newcombe Tony Roche 6–3, 6–8, 14–12, 6–3 | Ken Rosewall Fred Stolle           |                             |                                                    |
| ? Luglio  | Southern Championships 1968 Birmingham, USA Singolare - Doppio                                | Peter van Lingen 6-2 6-4                      | Zan Guerry                         |                             |                                                    |
| ? Luglio  | Southern Championships 1968 Birmingham, USA Singolare - Doppio                                |                                               |                                    |                             |                                                    |
| 7 luglio  | Torneo di Cincinnati 1968 Cincinnati, USA Singolare - Doppio                                  | William Harris 3-6, 6-2, 6-2                  | Tom Gorman                         | Alex Stone Jamie Fillol Sr. | Tom Mozur Premjit Lall Colin Stubs Ramesh Krishnan |
| 7 luglio  | Torneo di Cincinnati 1968 Cincinnati, USA Singolare - Doppio                                  | William Brown Ron Goldman 10-8, 6-3           | Jamie Fillol Sr. Joaquín Loyo-Mayo | Alex Stone Jamie Fillol Sr. | Tom Mozur Premjit Lall Colin Stubs Ramesh Krishnan |
| 13 luglio | Welsh Championships 1968 Newport, Gran Bretagna Singolare - Doppio                            | Bill Bowrey 9-7 6-4                           | Owen Davidson                      |                             |                                                    |
| 13 luglio | Welsh Championships 1968 Newport, Gran Bretagna Singolare - Doppio                            |                                               |                                    |                             |                                                    |
| 13 luglio | East of England Championships 1968 Felixstowe, Gran Bretagna Singolare - Doppio               | Stanley John Matthews 10-12 7-5 7-5           | Keith Wooldridge                   |                             |                                                    |
| 13 luglio | East of England Championships 1968 Felixstowe, Gran Bretagna Singolare - Doppio               |                                               |                                    |                             |                                                    |
| 13 luglio | Irish Open 1968 Dublino, Irlanda Singolare - Doppio                                           | Tom Okker 6-1 6-2                             | Lew Hoad                           |                             |                                                    |
| 13 luglio | Irish Open 1968 Dublino, Irlanda Singolare - Doppio                                           |                                               |                                    |                             |                                                    |
| 14 luglio | Western Championships 1968 Indianapolis, USA Singolare - Doppio                               | Jaime Fillol 6-1 7-5 6-2                      | Cliff Richey                       |                             |                                                    |
| 14 luglio | Western Championships 1968 Indianapolis, USA Singolare - Doppio                               |                                               |                                    |                             |                                                    |
| 14 luglio | Düsseldorf Championships 1968 Düsseldorf, Germania Singolare - Doppio                         | István Gulyás 6-1 6-3 3-6 7-5                 | Wilhelm Bungert                    |                             |                                                    |
| 14 luglio | Düsseldorf Championships 1968 Düsseldorf, Germania Singolare - Doppio                         |                                               |                                    |                             |                                                    |
| 14 luglio | Swedish Championships 1968 Båstad, Svezia Singolare - Doppio                                  | Martin Mulligan 8-6 6-4 6-4                   | Ion Țiriac                         |                             |                                                    |
| 14 luglio | Swedish Championships 1968 Båstad, Svezia Singolare - Doppio                                  |                                               |                                    |                             |                                                    |
| 15 luglio | French Pro Championship 1968 Parigi, Francia Terra rossa Singolare - Doppio                   | Rod Laver 6-2 6-2 6-3                         | John Newcombe                      |                             |                                                    |
| 15 luglio | French Pro Championship 1968 Parigi, Francia Terra rossa Singolare - Doppio                   | Rod Laver Roy Emerson                         | Ken Rosewall Fred Stolle           |                             |                                                    |
| 20 luglio | South Of England Championships 1968 Eastbourne, Gran Bretagna Singolare - Doppio              | Mark Cox 6-4 6-4                              | Owen Davidson                      |                             |                                                    |
| 20 luglio | South Of England Championships 1968 Eastbourne, Gran Bretagna Singolare - Doppio              |                                               |                                    |                             |                                                    |
| 20 luglio | Essex Championships 1968 Frinton-on-Sea, Gran Bretagna Singolare - Doppio                     | Dick Crealy 6-3 4-6 6-4                       | Keith Wooldridge                   |                             |                                                    |
| 20 luglio | Essex Championships 1968 Frinton-on-Sea, Gran Bretagna Singolare - Doppio                     |                                               |                                    |                             |                                                    |
| 20 luglio | North of England Championships 1968 Hoylake, Gran Bretagna Singolare - Doppio                 | Mike Sangster 2-6 6-4 12-10                   | Herb Fitzgibbon                    |                             |                                                    |
| 20 luglio | North of England Championships 1968 Hoylake, Gran Bretagna Singolare - Doppio                 |                                               |                                    |                             |                                                    |
| 21 luglio | Swiss Open Gstaad 1968 Gstaad, Svizzera Singolare - Doppio                                    | Cliff Drysdale 6-3 6-3 6-0                    | Tom Okker                          |                             |                                                    |
| 21 luglio | Swiss Open Gstaad 1968 Gstaad, Svizzera Singolare - Doppio                                    |                                               |                                    |                             |                                                    |
| 21 luglio | U.S. Men's Clay Court Championships 1968 Milwaukee, USA Terra rossa Singolare - Doppio        | Clark Graebner 6-3 7-5 6-0                    | Stan Smith                         |                             |                                                    |
| 21 luglio | U.S. Men's Clay Court Championships 1968 Milwaukee, USA Terra rossa Singolare - Doppio        |                                               |                                    |                             |                                                    |
| 28 luglio | Pennsylvania Lawn Tennis Championship 1968 Filadelfia, USA Singolare - Doppio                 | Arthur Ashe 6-2 6-3 6-3                       | Marty Riessen                      |                             |                                                    |
| 28 luglio | Pennsylvania Lawn Tennis Championship 1968 Filadelfia, USA Singolare - Doppio                 |                                               |                                    |                             |                                                    |
| 28 luglio | Danish International Championships 1968 Copenaghen, Danimarca Singolare - Doppio              | Jan Leschly 3-6 6-2 4-6 6-1 6-2               | Martin Mulligan                    |                             |                                                    |
| 28 luglio | Danish International Championships 1968 Copenaghen, Danimarca Singolare - Doppio              |                                               |                                    |                             |                                                    |
| 28 luglio | Dutch Open 1968 Hilversum, Paesi Bassi Singolare - Doppio                                     | Robert Maud 7-9 7-5 6-0 1-6 13-11             | István Gulyás                      |                             |                                                    |
| 28 luglio | Dutch Open 1968 Hilversum, Paesi Bassi Singolare - Doppio                                     |                                               |                                    |                             |                                                    |
| 28 luglio | Torneo Godó 1968 Barcellona, Spagna Singolare - Doppio                                        | Martin Mulligan 6-0 6-1 6-0                   | Inge Buding                        |                             |                                                    |
| 28 luglio | Torneo Godó 1968 Barcellona, Spagna Singolare - Doppio                                        | Carlos Fernandes Patricio Rodríguez           | Thomaz Koch Jose Mandarino         |                             |                                                    |

### Agosto
| Settimana | Torneo                                                                                | Vincitore                            | Finalista                    | Semifinalisti | Eliminati ai quarti |
| --------- | ------------------------------------------------------------------------------------- | ------------------------------------ | ---------------------------- | ------------- | ------------------- |
| 4 agosto  | Eastern Grass Court Championships 1968 Orange, USA Singolare - Doppio                 | Charlie Pasarell 3-6 4-6 6-2 6-3 6-4 | Clark Graebner               |               |                     |
| 4 agosto  | Eastern Grass Court Championships 1968 Orange, USA Singolare - Doppio                 |                                      |                              |               |                     |
| 5 agosto  | Bavarian Championships 1968 Monaco di Baviera, Germania Singolare - Doppio            | Martin Mulligan 6-1 3-6 7-5 6-3      | Ion Țiriac                   |               |                     |
| 5 agosto  | Bavarian Championships 1968 Monaco di Baviera, Germania Singolare - Doppio            |                                      |                              |               |                     |
| 11 agosto | Bilbao International 1968 Bilbao, Spagna Singolare - Doppio                           | Bill Bowrey 6-4 6-3 6-4              | Allen Fox                    |               |                     |
| 11 agosto | Bilbao International 1968 Bilbao, Spagna Singolare - Doppio                           |                                      |                              |               |                     |
| 11 agosto | New York Binghampton Masters 1968 Binghamton, USA Singolare - Doppio                  | Andrés Gimeno 6-4 6-1                | Fred Stolle                  |               |                     |
| 11 agosto | New York Binghampton Masters 1968 Binghamton, USA Singolare - Doppio                  | Rod Laver Fred Stolle 6-3 6-4        | Roy Emerson Andrés Gimeno    |               |                     |
| 11 agosto | Southampton Invitation 1968 Southampton, USA Singolare - Doppio                       | Ron Holmberg 6-4 1-6 6-3 13-11       | Gene Scott                   |               |                     |
| 11 agosto | Southampton Invitation 1968 Southampton, USA Singolare - Doppio                       |                                      |                              |               |                     |
| 11 agosto | Torneo di Senigallia 1968 Senigallia, Italia Singolare - Doppio                       | Martin Mulligan 6-4 6-3 6-2          | Ion Țiriac                   |               |                     |
| 11 agosto | Torneo di Senigallia 1968 Senigallia, Italia Singolare - Doppio                       |                                      |                              |               |                     |
| 11 agosto | ATP German Open 1968 Amburgo, Germania dell'Ovest Singolare - Doppio                  | John Newcombe 6-3 6-2 6-4            | Cliff Drysdale               |               |                     |
| 11 agosto | ATP German Open 1968 Amburgo, Germania dell'Ovest Singolare - Doppio                  | Milan Holeček Jan Kodeš              | John Newcombe Tony Roche     |               |                     |
| 13 agosto | St Moritz Kulm Carlton 1968 Sankt Moritz, Svizzera Singolare - Doppio                 | William Knight 6-1 6-4               | Keith Diepraam               |               |                     |
| 13 agosto | St Moritz Kulm Carlton 1968 Sankt Moritz, Svizzera Singolare - Doppio                 |                                      |                              |               |                     |
| 18 agosto | Baltimore Invitational Tournament 1968 Baltimora, USA Singolare - Doppio              | Bob Hewitt 6-1 6-4                   | Colin Stubs                  |               |                     |
| 18 agosto | Baltimore Invitational Tournament 1968 Baltimora, USA Singolare - Doppio              |                                      |                              |               |                     |
| 18 agosto | Santander International 1968 Santander, Spagna Singolare - Doppio                     | François Jauffret 6-2 6-1 6-1        | Pancho Guzman                |               |                     |
| 18 agosto | Santander International 1968 Santander, Spagna Singolare - Doppio                     |                                      |                              |               |                     |
| 18 agosto | Canadian Open 1968 Toronto, Canada Singolare - Doppio                                 | Ramanathan Krishnan 6-3 6-0 7-5      | Torben Ulrich                |               |                     |
| 18 agosto | Canadian Open 1968 Toronto, Canada Singolare - Doppio                                 |                                      |                              |               |                     |
| 18 agosto | Colonial Pro Championships 1968 Fort Worth, USA 20 000 $ - Cemento Singolare - Doppio | Ken Rosewall 6-4 6-3                 | Andrés Gimeno                |               |                     |
| 18 agosto | Colonial Pro Championships 1968 Fort Worth, USA 20 000 $ - Cemento Singolare - Doppio |                                      |                              |               |                     |
| 19 agosto | Viareggio Pro Championships 1968 Viareggio, Italia Singolare - Doppio                 | Ilie Năstase 5-7 8-6 6-0 6-3         | Boro Jovanović               |               |                     |
| 19 agosto | Viareggio Pro Championships 1968 Viareggio, Italia Singolare - Doppio                 |                                      |                              |               |                     |
| 20 agosto | Austrian Championships 1968 Kitzbühel, Austria Singolare - Doppio                     | Martin Mulligan 6-2 6-2 6-3          | Wilhelm Bungert              |               |                     |
| 20 agosto | Austrian Championships 1968 Kitzbühel, Austria Singolare - Doppio                     | Wilhelm Bungert Jürgen Fassbender    | Bobby Wilson Gerald Battrick |               |                     |
| 25 agosto | US Amateur Championships 1968 Boston, USA Singolare - Doppio                          | Arthur Ashe 4-6 8-6 8-10 6-0 6-4     | Robert Lutz                  |               |                     |
| 25 agosto | US Amateur Championships 1968 Boston, USA Singolare - Doppio                          |                                      |                              |               |                     |
| 25 agosto | Turkey Championships 1968 Istanbul, Turchia Singolare - Doppio                        | Mark Cox 6-3 6-3 2-6 6-4             | Patricio Rodríguez           |               |                     |
| 25 agosto | Turkey Championships 1968 Istanbul, Turchia Singolare - Doppio                        |                                      |                              |               |                     |
| 25 agosto | Torneo di Ortisei 1968 Ortisei, Italia Singolare - Doppio                             | Ion Țiriac 3-6 6-2 6-0 6-3           | Nicola Pietrangeli           |               |                     |
| 25 agosto | Torneo di Ortisei 1968 Ortisei, Italia Singolare - Doppio                             |                                      |                              |               |                     |

### Settembre
| Settimana    | Torneo                                                                                   | Vincitore                             | Finalista                   | Semifinalisti | Eliminati ai quarti |
| ------------ | ---------------------------------------------------------------------------------------- | ------------------------------------- | --------------------------- | ------------- | ------------------- |
| ? Settembre  | Pensacola Invitational 1968 Pensacola, USA Singolare - Doppio                            | Armistead Neely 5-7 1-6-14 6-2        | Jaime Fillol                |               |                     |
| ? Settembre  | Pensacola Invitational 1968 Pensacola, USA Singolare - Doppio                            |                                       |                             |               |                     |
| 1º settembre | Portuguese Championships 1968 Estoril, Portogallo Singolare - Doppio                     | François Jauffret 6-4 4-6 6-3 7-5     | Bobby Wilson                |               |                     |
| 1º settembre | Portuguese Championships 1968 Estoril, Portogallo Singolare - Doppio                     |                                       |                             |               |                     |
| 1º settembre | Ankara International 1968 Ankara, Turchia Singolare - Doppio                             | Edison Mandarino 6-1 6-1 6-3          | Robert Maud                 |               |                     |
| 1º settembre | Ankara International 1968 Ankara, Turchia Singolare - Doppio                             |                                       |                             |               |                     |
| 8 settembre  | US Open 1968 New York, USA Grande Slam Erba - 128S/64D Singolare - Doppio - Doppio misto | Arthur Ashe 14–12, 5–7, 6–3, 3–6, 6–3 | Tom Okker                   |               |                     |
| 8 settembre  | US Open 1968 New York, USA Grande Slam Erba - 128S/64D Singolare - Doppio - Doppio misto | Robert Lutz Stan Smith 11–9, 6–1, 7–5 | Arthur Ashe Andrés Gimeno   |               |                     |
| 8 settembre  | Lebanon International 1968 Brummana, Libano Singolare - Doppio                           | Edison Mandarino 5-7 6-4 6-3 6-3      | Patricio Rodríguez          |               |                     |
| 8 settembre  | Lebanon International 1968 Brummana, Libano Singolare - Doppio                           |                                       |                             |               |                     |
| 8 settembre  | Romanian International Championships 1968 Mamaia, Romania Singolare - Doppio             | Ilie Năstase 6-4 11-9 6-2             | John Alexander              |               |                     |
| 8 settembre  | Romanian International Championships 1968 Mamaia, Romania Singolare - Doppio             |                                       |                             |               |                     |
| 11 settembre | Heart of America Tournament 1968 Kansas City, USA Singolare - Doppio                     | Jim Parker 6-8 3-6 6-0 6-4 6-4        | Inge Buding                 |               |                     |
| 11 settembre | Heart of America Tournament 1968 Kansas City, USA Singolare - Doppio                     |                                       |                             |               |                     |
| 22 settembre | Pacific Southwest Championships 1968 Los Angeles, USA Cemento Singolare - Doppio         | Rod Laver 4-6 6-0 6-0                 | Ken Rosewall                |               |                     |
| 22 settembre | Pacific Southwest Championships 1968 Los Angeles, USA Cemento Singolare - Doppio         | Fred Stolle Ken Rosewall              | Cliff Drysdale Roger Taylor |               |                     |
| 22 settembre | Oviedo International 1968 Oviedo, Spagna Singolare - Doppio                              | Manuel Orantes 6-4 6-1 6-1            | Juan Manuel Couder          |               |                     |
| 22 settembre | Oviedo International 1968 Oviedo, Spagna Singolare - Doppio                              |                                       |                             |               |                     |

### Ottobre
| Settimana  | Torneo                                                                        | Vincitore                                 | Finalista                    | Semifinalisti | Eliminati ai quarti |
| ---------- | ----------------------------------------------------------------------------- | ----------------------------------------- | ---------------------------- | ------------- | ------------------- |
| ? Ottobre  | ACT Championships 1968 Canberra, Australia Singolare - Doppio                 | Ray Ruffels                               | Dick Crealy                  |               |                     |
| ? Ottobre  | ACT Championships 1968 Canberra, Australia Singolare - Doppio                 |                                           |                              |               |                     |
| ? Ottobre  | Italian Pro Closed Championships 1968 Lecco, Italia Singolare - Doppio        | G. Bologna                                | G. Ballerini                 |               |                     |
| ? Ottobre  | Italian Pro Closed Championships 1968 Lecco, Italia Singolare - Doppio        |                                           |                              |               |                     |
| 2 ottobre  | Middle States Pro Championships 1968 Narberth, USA Singolare - Doppio         | Bob Kaufman 6-4 6-1                       | Al Chassard                  |               |                     |
| 2 ottobre  | Middle States Pro Championships 1968 Narberth, USA Singolare - Doppio         | Bob Kaufmann E. Muehlbauer                | D. Richardson William Kenney |               |                     |
| 6 ottobre  | Pacific Coast Championships 1968 Berkeley, USA Singolare - Doppio             | Stan Smith 10-8 6-1 6-1                   | Jim McManus                  |               |                     |
| 6 ottobre  | Pacific Coast Championships 1968 Berkeley, USA Singolare - Doppio             |                                           |                              |               |                     |
| 6 ottobre  | US Hard Court Championships 1968 La Jolla, USA Singolare - Doppio             | Stan Smith 6-1 9-7                        | Roy Barth                    |               |                     |
| 6 ottobre  | US Hard Court Championships 1968 La Jolla, USA Singolare - Doppio             |                                           |                              |               |                     |
| 13 ottobre | Pacific Coast Pro Championships 1968 Fresno, USA Singolare - Doppio           | Barry MacKay Fred Stolle titolo condiviso |                              |               |                     |
| 13 ottobre | Pacific Coast Pro Championships 1968 Fresno, USA Singolare - Doppio           |                                           |                              |               |                     |
| 13 ottobre | Australian Hard Court Championships 1968 Sydney, Australia Singolare - Doppio | Phil Dent 6-2 6-4 12-10                   | Bob Giltinan                 |               |                     |
| 13 ottobre | Australian Hard Court Championships 1968 Sydney, Australia Singolare - Doppio |                                           |                              |               |                     |
| 17 ottobre | England Dewar Cup Stalybridge Stalybridge, Gran Bretagna Singolare - Doppio   | Bob Hewitt 6-2 6-3                        | Gerald Battrick              |               |                     |
| 17 ottobre | England Dewar Cup Stalybridge Stalybridge, Gran Bretagna Singolare - Doppio   |                                           |                              |               |                     |
| 17 ottobre | Spanish Championships 1968 Barcellona, Spagna Singolare - Doppio              | Manuel Santana 6-4 3-6 6-2 6-2            | Manuel Orantes               |               |                     |
| 17 ottobre | Spanish Championships 1968 Barcellona, Spagna Singolare - Doppio              |                                           |                              |               |                     |
| 26 ottobre | Scotland Dewar Cup Perth 1968 Perth, Gran Bretagna Singolare - Doppio         | Mark Cox 6-3 6-4                          | Bob Hewitt                   |               |                     |
| 26 ottobre | Scotland Dewar Cup Perth 1968 Perth, Gran Bretagna Singolare - Doppio         |                                           |                              |               |                     |

### Novembre
| Settimana   | Torneo                                                                                  | Vincitore                                    | Finalista                     | Semifinalisti | Eliminati ai quarti |
| ----------- | --------------------------------------------------------------------------------------- | -------------------------------------------- | ----------------------------- | ------------- | ------------------- |
| 1º novembre | Sydney Metropolitan Grass Court Championships 1968 Sydney, Australia Singolare - Doppio | Ray Ruffels                                  | non conosciuta (bandiera)     |               |                     |
| 1º novembre | Sydney Metropolitan Grass Court Championships 1968 Sydney, Australia Singolare - Doppio |                                              |                               |               |                     |
| 2 novembre  | Wales Dewar Cup Aberavon 1968 Aberavon, Gran Bretagna Singolare - Doppio                | Bob Hewitt 8-6 6-3                           | Davidson                      |               |                     |
| 2 novembre  | Wales Dewar Cup Aberavon 1968 Aberavon, Gran Bretagna Singolare - Doppio                |                                              |                               |               |                     |
| 2 novembre  | ATP Buenos Aires 1968 Buenos Aires, Argentina Terra rossa Singolare - Doppio            | Roy Emerson 9–7, 6–4, 6–4                    | Rod Laver                     |               |                     |
| 2 novembre  | ATP Buenos Aires 1968 Buenos Aires, Argentina Terra rossa Singolare - Doppio            | Andrés Gimeno Fred Stolle 6–3, 4–6, 7–5, 6–1 | Rod Laver Roy Emerson         |               |                     |
| 9 novembre  | Torquay Dewar Cup 1968 Torquay, Gran Bretagna Singolare - Doppio                        | Bob Hewitt 6-3 6-4                           | Davidson                      |               |                     |
| 9 novembre  | Torquay Dewar Cup 1968 Torquay, Gran Bretagna Singolare - Doppio                        |                                              |                               |               |                     |
| 16 novembre | British Covered Court Championships 1968 Londra, Gran Bretagna Singolare - Doppio       | Bob Hewitt 4-6 6-2 6-4 10-8                  | Robert Lutz                   |               |                     |
| 16 novembre | British Covered Court Championships 1968 Londra, Gran Bretagna Singolare - Doppio       |                                              |                               |               |                     |
| 21 novembre | Wembley Championship 1968 Wembley, Gran Bretagna 48 000 $ Singolare - Doppio            | Ken Rosewall 6-4 4-6 7-5 6-4                 | John Newcombe                 |               |                     |
| 21 novembre | Wembley Championship 1968 Wembley, Gran Bretagna 48 000 $ Singolare - Doppio            | Tony Roche John Newcombe                     | Pancho Gonzales Andrés Gimeno |               |                     |
| 23 novembre | London Crystal Palace Dewar Cup 1968 Londra, Gran Bretagna Singolare - Doppio           | Stan Smith 6-4 6-4                           | Mark Cox                      |               |                     |
| 23 novembre | London Crystal Palace Dewar Cup 1968 Londra, Gran Bretagna Singolare - Doppio           |                                              |                               |               |                     |

### Dicembre
| Settimana   | Torneo                                                                                 | Vincitore                       | Finalista                 | Semifinalisti                 | Eliminati ai quarti |
| ----------- | -------------------------------------------------------------------------------------- | ------------------------------- | ------------------------- | ----------------------------- | ------------------- |
| dicembre    | Asian Championships 2 1968 Calcutta, India Singolare - Doppio                          | Jaidip Mukerjea 6-2 6-1 6-0     | William Tym               |                               |                     |
| dicembre    | Asian Championships 2 1968 Calcutta, India Singolare - Doppio                          |                                 |                           |                               |                     |
| dicembre    | Border Championships 1968 East London, Sudafrica Singolare - Doppio                    | Bob Hewitt 6-2 2-6 6-4          | Robert Maud               |                               |                     |
| dicembre    | Border Championships 1968 East London, Sudafrica Singolare - Doppio                    |                                 |                           |                               |                     |
| 1º dicembre | Madison Square Garden Pro Championships 1968 New York, USA 20 000 $ Singolare - Doppio | Tony Roche 6-4 6-3              | Pancho Gonzales           |                               |                     |
| 1º dicembre | Madison Square Garden Pro Championships 1968 New York, USA 20 000 $ Singolare - Doppio |                                 |                           |                               |                     |
| 1º dicembre | South Australian Championships 1968 Adelaide, Australia Singolare - Doppio             | Bill Bowrey 6-4 6-3 4-6 6-4     | Allan Stone               |                               |                     |
| 1º dicembre | South Australian Championships 1968 Adelaide, Australia Singolare - Doppio             |                                 |                           |                               |                     |
| 9 dicembre  | Queensland Hard Court Championships 1968 Gold Coast, Australia Singolare - Doppio      | Manuel Orantes                  | non conosciuta (bandiera) |                               |                     |
| 9 dicembre  | Queensland Hard Court Championships 1968 Gold Coast, Australia Singolare - Doppio      |                                 |                           |                               |                     |
| 10 dicembre | Dixie Tennis Classic 1968 Nashville, USA 8 500 $ - Parquet indoor Singolare - Doppio   | Rod Laver 6–2, 6–3              | Ken Rosewall              | Andrés Gimeno Pancho Gonzales |                     |
| 10 dicembre | Dixie Tennis Classic 1968 Nashville, USA 8 500 $ - Parquet indoor Singolare - Doppio   |                                 |                           | Andrés Gimeno Pancho Gonzales |                     |
| 14 dicembre | Queensland Championships 1968 Brisbane, Australia Singolare - Doppio                   | Arthur Ashe 6-4 1-6 9-7 4-6 7-5 | Stan Smith                |                               |                     |
| 14 dicembre | Queensland Championships 1968 Brisbane, Australia Singolare - Doppio                   |                                 |                           |                               |                     |
| 30 dicembre | Sugar Bowl Invitation 1968 New Orleans, USA Singolare - Doppio                         | Cliff Richey 6-4 6-4 4-6 8-6    | Ron Holmberg              |                               |                     |
| 30 dicembre | Sugar Bowl Invitation 1968 New Orleans, USA Singolare - Doppio                         |                                 |                           |                               |                     |